# MR-C
El Modular Rifle - Caseless (MR-C), es la maqueta de un fusil de asalto que estaba destinado a ser fabricado y vendido al Ejército de los Estados Unidos como un arma de infantería de nueva generación. No ha sido desarrollado, ni siquiera en forma de prototipo, y el arma nunca fue presentada para la prueba OICW o en subsiguientes pruebas de fusiles llevadas a cabo por el Ejército de los Estados Unidos. En la página web de Crye Associates, el producto está específicamente etiquetado como una "maqueta de carabina modular con munición sin casquillo". La mayoría de la información sobre el fusil que circula se deriva del videojuego Tom Clacy's Ghost Recon: Advanced Warfighter, y no debe ser tomada como verídica.

## Diseño
Diseñado por Crye Associates, el fusil iba a tener un diseño bullpup con un sistema de rieles a los cuatro lados. Según la mayoría de reportes, la versión real sería calibrada para un cartucho de 6,8 mm alimentado desde un cargador con capacidad de 45 o 50 cartuchos, al contratrio de su contraparte del videojuego, que está calibrada para munición de 6,8 mm, 4,6 x 30 y 5,56 x 25 según Tom Clacy's Ghost Recon: Advanced Warfighter y Tom Clacy's Ghost Recon: Advanced Warfighter 2.   
El fusil tiene una cadencia proyectada de 800 disparos por minuto. Además tiene un lanzagranadas acoplado especial de 40 mm, conocido como AGL. Sin embargo, el AGL del videojuego es una versión modificada del existente Módulo Lanzagranadas Mejorado diseñado para los fusiles FN SCAR. En la mayoría de imágenes, el fusil aparece pintado con el camuflaje Multicam diseñado por Crye Precision.  

## Variantes de Ghost Recon Advanced Warfighter
- MR-C Fusil modular 5,56 x 45 OTAN, cuyo diseño permite modificarlo según las necesidades de la misión. Su diseño bullpup mejora la precisión y la velocidad del proyectil.

- MR-C/GL o MR-C MCL Igual que el anterior pero con lanzagranadas modular de fuego indirecto.

- MR-C CQC Versión de combate del MR-C, de menor dimensión para un mejor manejo en los entornos urbanos (5,56 x 45 OTAN).